# الرها

الجزيرة الفراتية وسوريا في الفترة المسيحية المبكرة، تظهر الرها في الربع العلوي الأيسر

الرُّها أو الرُّهاء (بالإغريقية: Ἔδεσσα، بالسريانية: ܐܘܪܗܝ، بالتركية: Şanlıurfa، بالكردية: Riha)، هيَ مدينة في الجزيرة الفراتية، أسسها سلوقس الأول في موقع مدينة سابقة حوالي عام 302 قبل الميلاد، كانت تعرف أيضًا باسم أنطاكية على كاليرهوي (Antiochia on the Callirhoe) في القرن الثاني قبل الميلاد. كانت عاصمة مملكة الرها شبه المستقلة حوالي العام 132 قبل الميلاد وسقطت تحت الحكم الروماني المباشر عام 242 لتكون عاصمةً لمقاطعة الرها. أصبحت مركزًا مبكرًا مهمًا للمسيحية السريانية.
في عام 260، وقعت معركة الرها بين الإمبراطورية الساسانية والإمبراطورية الرومانية التي كان يقودها فاليريان، وانتهت بانتصار الساسانيين. وفي عام 638 دخل الجيش الإسلامي المدينة في إطار فتح بلاد الشام. استعادت الإمبراطورية البيزنطية سيطرتها على المدينة لفترة وجيزة عام 1031، وبعد ذلك أصبحت الرها مركزًا لـ كونتية الرها الصليبية بين عامي 1098–1144. سقطت المدينة في يد الدولة الزنكية عام 1144، وضُمَّت في النهاية إلى الدولة العثمانية عام 1517. الاسم الحديث للمدينة هو أورفة، وتقع حاليًا في محافظة أورفة في منطقة جنوب شرق الأناضول في تركيا.

## التسمية

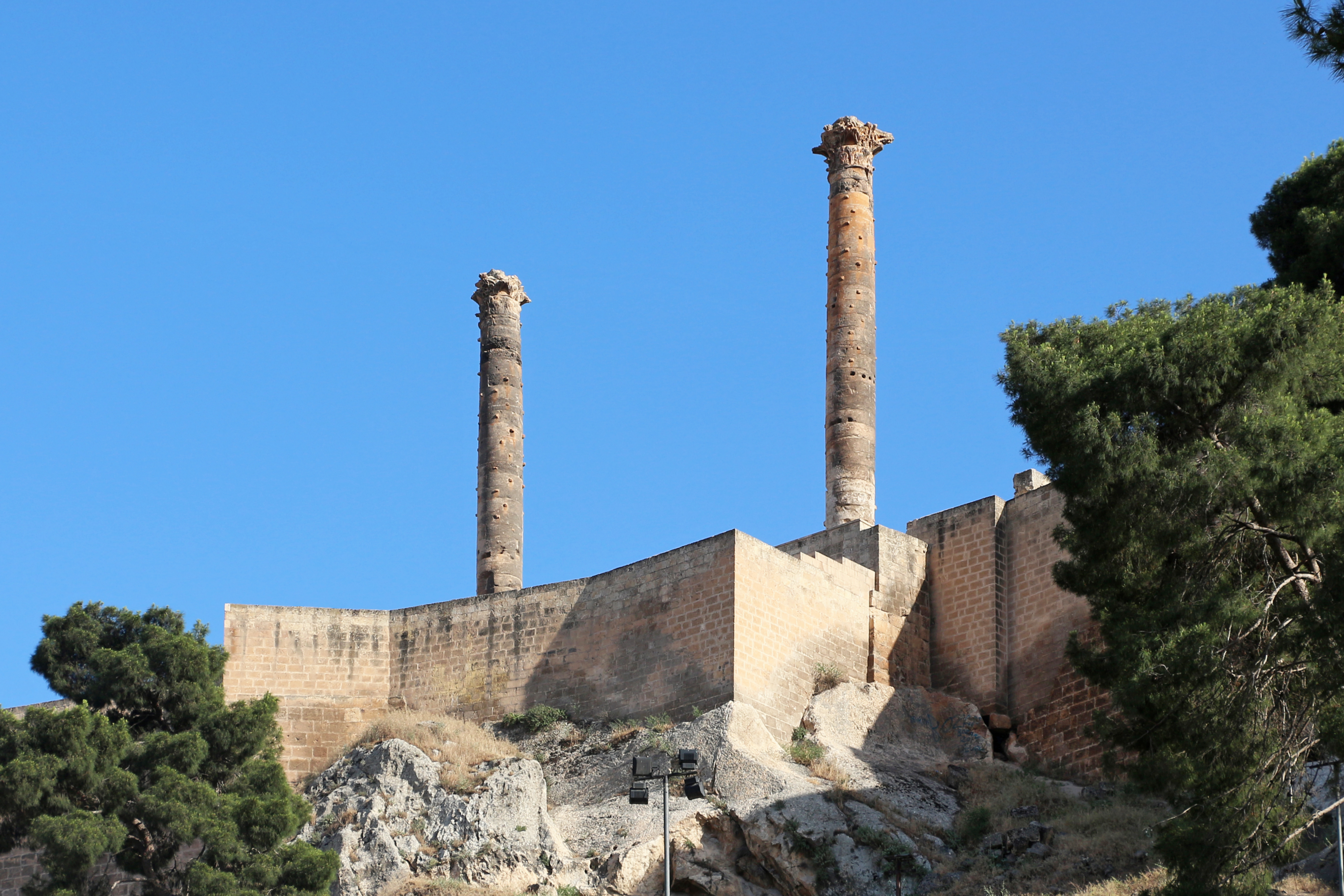
آثار أعمدة رومانية في الرها، موجودة في موقع قلعة أورفة الحديثة.

كان أول اسم للمدينة أدما (Adma، كُتبَ أيضًا Adme ،Admi ،Admum بالعبرية: אדמא)، وهو مسجل في الكتابة المسمارية في القرن السابع قبل الميلاد.
وقد أُعيد تأسيس البلدة السورية على شكل مستوطنة عسكرية هلنستية من قبل سلوقس الأول حوالي 303 قبل الميلاد، وقد سُمّيت إديسا اسم العاصمة القديمة لمقدونيا، ربما بسبب وفرة المياه فيها مثل إذيسا المقدونية. ثمّ أُعيدت تسميتها كاليروهي (Callirrhoe) أو Antiochia on Callirhoe (بالإغريقية:Ἀντιόχεια ἡ ἐπὶ Καλλιρρόης، باللاتينية: Antiochia ad Callirhoem) في القرن الثاني قبل الميلاد (وُجدت بهذا الاسم على عملات رهّاوية سكّها أنطيوخوس الرابع حوالي 175 - 164 قبل الميلاد).
بعد عهد أنطيوخس الرابع، عاد اسم المدينة إلى إديسا وأورهاي فأصبحت تسمّى بالعربيّة الرّها، وبالأرمنية أورها Ուռհա، وبالسريانية ʾŌrhāy ܐܘܪܗܝ وباللاتينية: Rohais. في عهد كما أتاتورك غُيّر الاسم فيالتسمية التركية إلى أورفة Urfa أو Şanlıurfa ثم شانلي أورفا (أي أورفة العظيمة)، وهذا هو اسمها الرسمي الحالي. ربما يكون الاسم الآرامي والسرياني للمدينة مشتقًا من الاسم الفارسي خسرو.
سُمّيت المدينة جوستينوبوليس في أوائل القرن السادس. وفقًا لبعض التقاليد اليهودية والإسلامية، فإن الرها هيَ نفسها أور الكلدانيين، مسقط رأس إبراهيم.[بحاجة لمصدر]

## الرها عند العرب
يقول ياقوت الحموي عنها في معجم البلدان:
حدثني أبو محمد حمزة بن القاسم الشامي قال: اجتزت بكنيسة الرها عند مسيري إلى العراق فدخلتها لا شاهد ما كنت أسمعه عنها، فبينما أنا أطوف إذ رأيت على ركن من أركانها مكتوبا فقرأته فإذا هو بحمرة:
حضر فلان بن فلان وهو يقول: من إقبال ذي الفطنة إذا ركبته المحنة انقطاع الحياة وحضور الوفاة، وأشد العذاب تطاول الأعمار في ظل الاقتار، وأنا القائل:ولى همة أدنى منازلها السها، ونفس تعالت بالمكارم والنهى وقد كنت ذا آل بمرو سرية فبلغت الأيام بي بيعة الرها ولو كنت معروفا بها لم أقم بها، ولكنني أصبحت ذا غربة بها ومن عادة الأيام إبعاد مصطفى، وتفريق مجموع وتبغيض مشتهى قال: فاستحسنت النظم والنثر وحفظتهما، وقال عبيد الله بن قيس الرقيات:
وقد نسب ابن مقبل إليها الخمر فقال:
وقد وصفها الإدريسي في كتابه نزهة المشتاق في اختراق الآفاق بقوله:

## الجغرافيا
كانت الرها تقع وسط سلسلة من التلال المحاطة بسهل خصب، وبالتالي اعتُبرَ موقعها جيدًا. كانت السلسلة بدورها امتدادًا لجبل ماسيوس، وهو جزء من جبال طوروس في جنوب آسيا الصغرى. كانت المدينة تقع عند مفترق طرق؛ حيثُ يتقاطع الطريق السريع بين الشرق والغرب من زيوغما على الفرات إلى دجلة، مع الطريق الواصل بين الشمال والجنوب من سامسات إلى الفرات عبر حران.

## التاريخ

### التاريخ المبكر
في النصف الثاني من القرن الثاني قبل الميلاد، عندما تفككت الإمبراطورية السلوقية خلال الحروب مع فرثيا (145-129 قبل الميلاد)، أصبحت الرها عاصمة السلالة الأبجرية، التي أسست مملكة مملكة الرها. تأسست هذه المملكة من قبل مجموعة عربية أتت من شمال شبه الجزيرة العربية، وحكمت المدينة قرابة أربعة قرون (حوالي 132 قبل الميلاد إلى 214)، بواسطة ثمانية وعشرين حكامًا، أطلقوا على أنفسهم أحيانًا اسم «ملك» كما يظهر في عملاتهم. كانت الرها في البداية تحت حماية فرثيا، ثم تيغران الأرمني، وأصبحت عاصمة الجزء الأرمني في شمال بلاد ما بين النهرين، ثم من زمن بومبيوس الكبير أصبحت جزءًا من الإمبراطورية الرومانية. بعد الاستيلاء عليها وسلبها من قبل تراجان، احتل الرومان الرها من 116 إلى 118، وقد أدى تعاطفها مع البارثيين إلى قيام لوسيوس أورليوس فيروس بنهبها في وقت لاحق من القرن الثاني. أصبحت المملكة مقاطعة رومانية من عام 212 حتى عام 214.

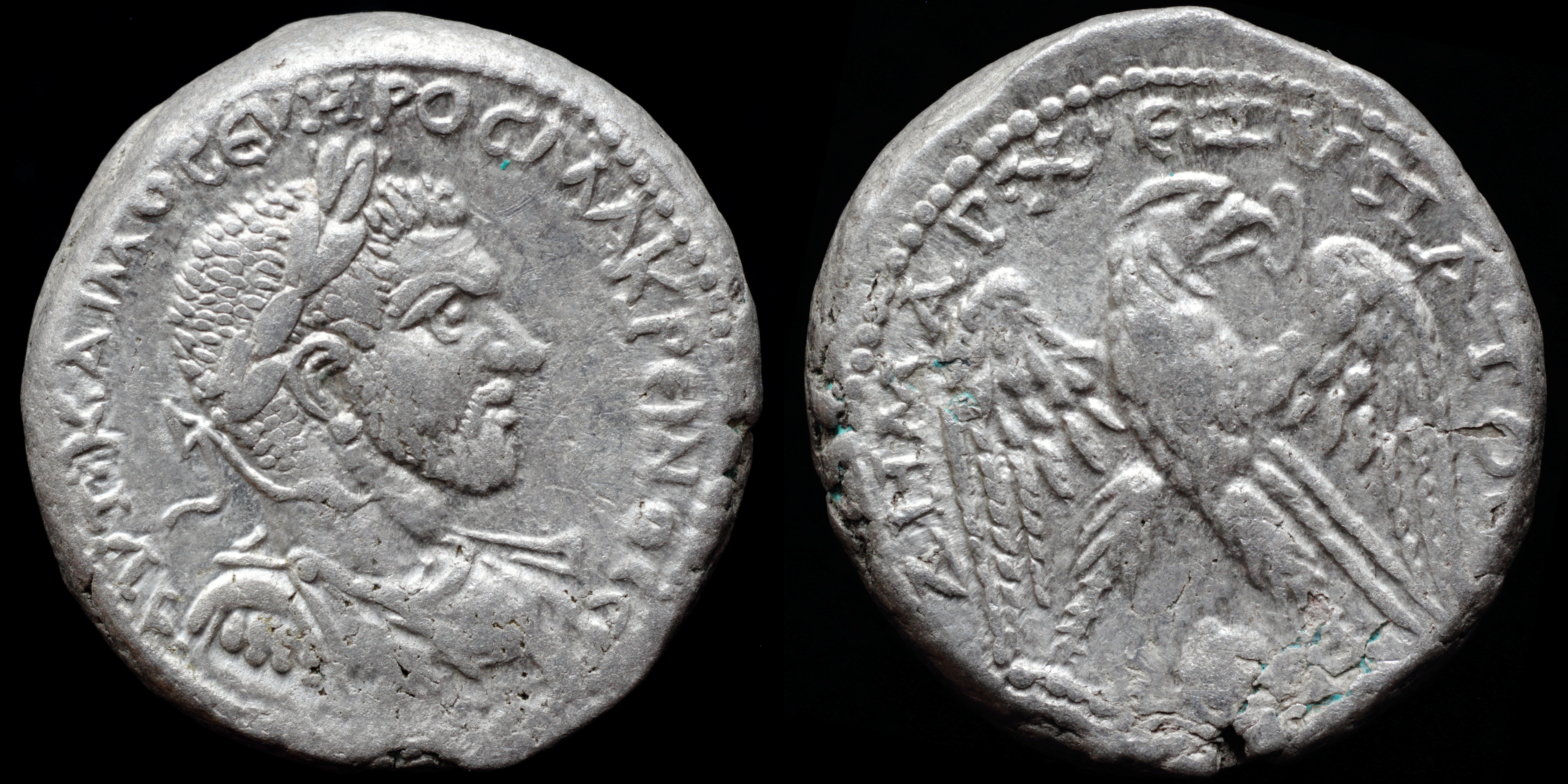
عملة فضية في الرها قام بسكّها ماكرينوس، 217-218 م

تعرض الإمبراطور الروماني كاراكلا للاغتيال على الطريق الممتد من الرها إلى حران من قبل أحد حراسه في 217. أصبحت الرها واحدة من المدن الحدودية لمقاطعة أوسروين وتقع بالقرب من حدود الإمبراطورية الساسانية. وقعت معركة الرها بين الجيوش الرومانية تحت قيادة الإمبراطور فاليريان والقوات الساسانية بقيادة الإمبراطور سابور الأول في 260. هُزم الجيش الروماني وأسر بالكامل من قبل القوات الفارسية، بما في ذلك فاليريان نفسه، وهو حدث لم يحدث من قبل.
كانت اللغة الأدبية للقبائل التي أوجدت هذه المملكة هي الآرامية، وهي الأساس الذي تفرعت منهُ اللغة السريانية. هناك دلائل على أن الثقافة الهلنستية استُبدلت بعد ذلك بوقت قصير، فمثلاً وضعت صور الأبطال السريان على القطع النقدية، وفي ما خلا فترة حكم الملك بالوكالة (أو الملك العميل) أبجر الرابع (179-214) فإن هناك نقصاً في النقوش اليونانية العامة حصل بالتوازي مع ما سبق.

### مركز للمسيحية المبكرة

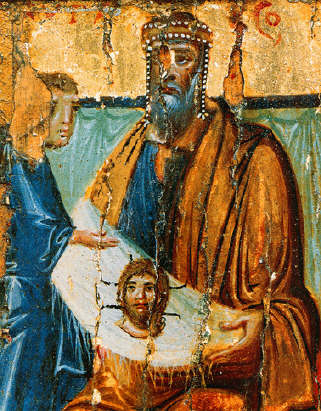
الملك أبجر الخامس يحمل منديل الرها.

لا يُعرف التاريخ الدقيق لدخول المسيحية إلى الرها لكن ليس هناك شك في أن المسيحية انتشرت بقوة في الرها ومحيطها قبل عام 190 بعد الميلاد، وذلك بعد فترة وجيزة من اعتناق العائلة المالكة للمسيحية.
وفقا لأسطورة ذُكرت لأول مرة من قبل يوسابيوس القيصري في القرن الرابع، اعتتق الملك أبجر الخامس المسيحية على يد آداي، وهوَ واحدٌ من الرسل السبعين، أرسله الرسول توما للقيام بذلك. ومع ذلك، تؤكد مصادر مختلفة أن أبجر الذي اعتنق المسيحية كان أبجر التاسع. وقد أصحبت المسيحية المسيحية الديانة الرسمية للمملكة في عهده.
وقد خلفه أجاي، ثم ماري الرسول، الذي عُيّنَ حوالي عام 200 من قبل سرافيون الأنطاكي. وقد أتى من الرها في القرن الثاني كتاب البشيطتا المشهور، وهوَ الترجمة السريانية للعهد القديم، وأيضًا الإنجيل الرباعي الذي أعدّهُ ططيانوس الآشوري حوالي 172، وبقيَ شائع الاستخدام حتى منعهُ رابولا أسقف الرها (412-435). من بين التلاميذ اللامعين في مدرسة الرها، برديصان (154-222)، وهوَ زميل أبجر التاسع، وقد كان لهُ دور في إنشاء الشعر الديني المسيحي، والذي استمر تعليمه من قبل ابنه هارمونيوس وتلاميذه.
عُقدَ مجلس مسيحي في الرها في وقت مبكر من عام 197. وفي عام 201 دمر فيضان كبير المدينة، ودُمِّرت الكنيسة المسيحية. انتشرت في بداية القرن الثالث الميلادي كتابات «سفر أعمال توما» التي نُسبَت للرسول توما في الرها، لكنّ الكنيسة اعتبرتها ملفّقة، وفي 232 نُقلت رفات توما من ميلابور في الهند إلى المدينة. عانى المسيحيون خلال الهيمنة الرومانية على المدينة واستشهد كثيرون منهم مثل شربل وبراميا في عهد ديكيوس، والقديس جرجا وشمونة وحبيب وغيرهم في عهد ديوكلتيانوس. في هذه الأثناء، قام الكهنة المسيحيون في الرها بتنصير القسم الشرقي من بلاد ما بين النهرين، وبلاد فارس، وأنشؤوا الكنائس الأولى في الإمبراطورية الساسانية. شاركَ Atillâtiâ أسقف الرها، في مجمع نيقية الأول عام 325.
يقدم Peregrinatio Silviae سردًا للعديد من المقدسات في الرها حوالي العام 388.

### الفترة البيزنطية
تحت الحكم البيزنطي، كان في الرها 11 أسقفية مساعدة، وكانت المدينة تشكل مقاطعة داخل الأبرشية المشرقية. يذكر ميشيل لو كوين خمس وثلاثين أسقفًا لمدينة الرها في تلك الفترة، لكن قائمته غير مكتملة. يُقال أن الأساقفة النساطرة قد أقاموا في الرها منذ القرن السادس.
عندما تم التنازل عن نصيبين للفرس عام 363، غادر أفرام السرياني مسقط رأسه إلى الرها، حيث أسس المدرسة الفارسية الشهيرة. وصلت هذه المدرسة، التي حضرها إلى حد كبير الشباب المسيحي في بلاد فارس، وراقبها عن كثب رابولا، صديق كيرلس بابا الإسكندرية بسبب ميولها النسطورية، إلى أعلى تطور لها في ظل الأسقف إيباس. أُغلقت بشكل مؤقت في عام 457، وبشكل نهائي في عام 489، بأمر من الإمبراطور زينون والأسقف سايروس، حيثُ غادر المعلمون والطلاب مدرسة الرها إلى نصيبين وأصبحوا مؤسسي وكتاب الكنيسة النسطورية في بلاد فارس. ازدهرت الميافيزية في الرها، حتى بعد الفتح العربي.
أعاد جستين الأول الذي حكم بين 518-527، بناء الرها، وأطلق عليها تسمية جوستينوبوليس.
وقع حصار فاشل ساساني. للمدينة عام 544. تم الاستيلاء على المدينة في عام 609 من قبل الإمبراطورية الساسانية، وسرعان ما استعادها هرقل، لكنها خسرت أمام جيش الخلافة الراشدة خلال الفتح الإسلامي للشام عام 638.

### الحكم الإسلامي
بدأ الجيش الإسلامي حملته باتجاه الجزيرة الفراتية بقيادة عياض بن غنم، وبعد استيلائه على الرقة توجّه نحو الرها وعسكرَ على أحد أبوابها، فقاومهُ سكان المدينة واشتبكوا معهُ بدايةً، ثُمّ طلبوا منهُ الصلح فأرسل عياض كتابًا لأسقف المدينة أمّنَ فيه أهلها على بيوتهم وأموالهم وكنائسهم، واشترطَ عليهم دفع الجزية وعدم بناء كنائس أخرى أو إظهار الصلبان. وقد كان هذا الصلح مشابهًا لصلح الرقة، وسارَ على خطاه سكان مدن أخرى من الجزيرة مثل حران. وقد كان عياض بن غنم يبدأ فتوحاته نحو مناطق أخرى من الجزيرة انطلاقًا من الرها وبعد انتهاء معاركه يعود إليها.
كتبَ المؤرخ الأرمني سيبيوس أسقف باغراتيد أرمينيا في ستينيات القرن 6 أقدم روايات سردية عن الإسلام. يروي سيبيوس عن وفد يهودي ذهب إلى مدينة عربية (ربما المدينة المنورة) بعد أن غزا البيزنطيون الرها:
غالبًا ما حاول البيزنطيون استعادة الرها، خاصة في عهد رومانوس الأول، الذي حصل من السكان على «منديل الرها»، وهوَ صورة قديمة للمسيح، ونقلها رسميًا إلى القسطنطينية في 16 أغسطس 944. كان هذا آخر إنجاز كبير في عهد رومانوس. هذه الصورة الجليلة والمشهورة، التي كانت بالتأكيد موجودة في الرها عام 544، والتي توجد نسخة قديمة منها في مكتبة الفاتيكان، سُرقَت وتم إحضارها إلى الغرب من قبل جمهورية البندقية في عام 1207 بعد الحملة الصليبية الرابعة. حكم المروانيون المدينة بعد ذلك بوقت قصير.

### العصور الوسطى والعصر الحديث

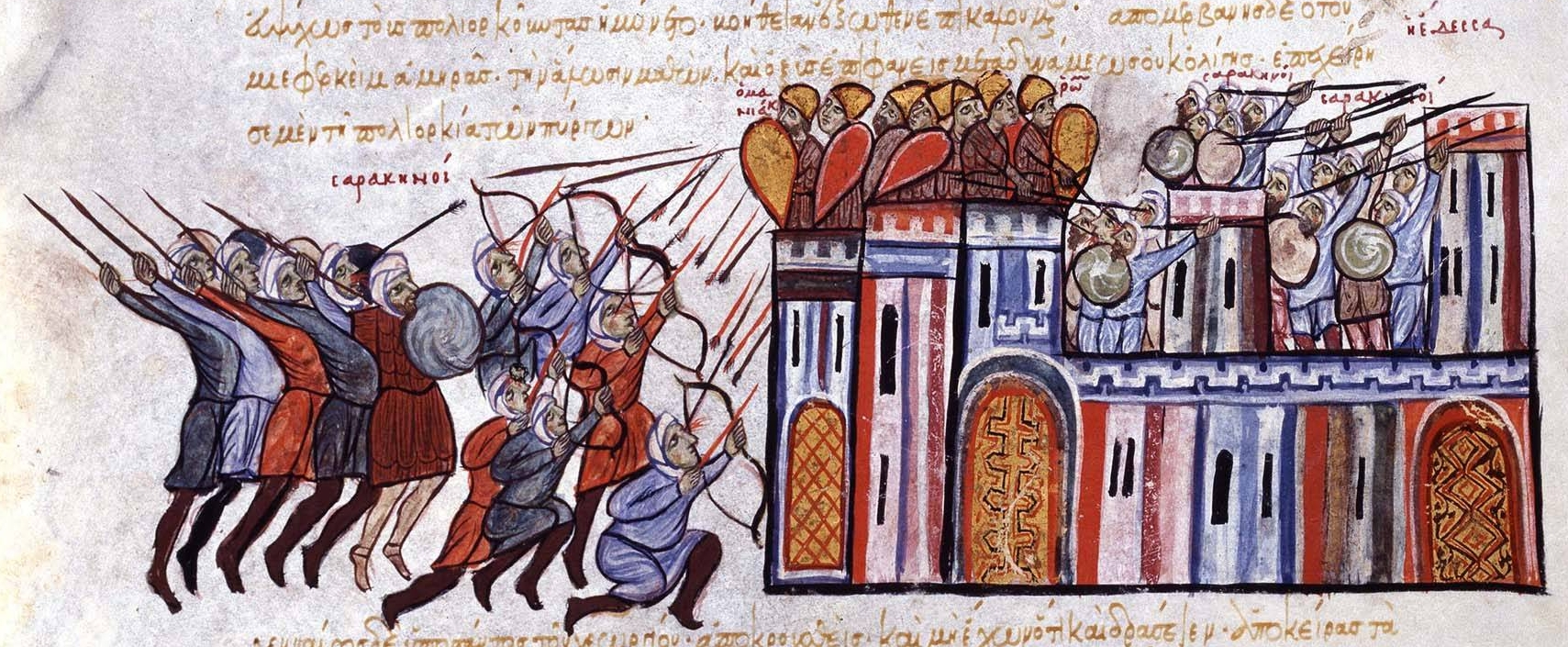
جورج مانياكيس مدافعًا عن الرها.

في عام 1031، استولى البيزنطيون بقيادة جورج مانياكيس على الرها بعد أن تخلى عنها حاكمها العربي. استعادها العرب في وقت لاحق، ثم سيطر عليها اليونانيون والأرمن ثُمّ السلاجقة (1087) والصليبيين (1099)، الذين أسسوا هناك كونتية الرها واحتفظوا بالمدينة حتى 1144، عندما استولى عليها عماد الدين زنكي، وزُعم أن معظم سكانها ذبحوا مع رئيس الأساقفة اللاتين. هذه الأحداث معروفة بشكل رئيسي من خلال المؤرخ الأرمني ماثيو، الذي ولد في الرها. في عام 1144 كان عدد سكان المدينة من الأرمن 47000. في 1146، استعاد الصليبيون المدينة لفترة وجيزة لكنهم فقدوها بعد بضعة أيام. على حد تعبير ستيفين رونسيمان «دُفعَ جميع السكان المسيحيين إلى المنفى وتُركت المدينة العظيمة، التي كانت أقدم كومنولث مسيحي في العالم، فارغة وموحشة ولم تتعافى حتى يومنا هذا».
منذ القرن الثاني عشر، حُكمت المدينة على التوالي من قبل سلاطين حلب (الأسرة الأيوبية) وسلاجقة الروم والمغول والمماليك وآق قويونلو والسلالة الصفوية، ومنذ عام 1517 حتى 1918 من قبل الدولة العثمانية.
في عام 1890، بلغ عدد سكان الرها 55,000 نسمة، غالبيتهم من المسلمين (40,835 نسمة). وكان المجتمع المسيحي يتألف من ثلاث مجموعات رئيسية: الأرمن والسُريان واللاتين. بينما تواجدَ مجتمع يهودي صغير يتكون من حوالي 1000 شخص. تعرض 8000 أرمني للذبح عام 1895، وبعد عام وقعت المجازر الحميدية، مما أدى لهجرة السكان اليهود، وقد غادرَ جميع السكان السريان والآشوريين بحلول عام 1924 وتوجّهوا بشكل رئيسي نحو حلب حيثُ أسّسوا حيًا خاصًّا سُمّيَ حي السريان.

## الأدب السرياني
أقدم المخطوطات السريانية المعروفة مؤخرًا (411 و 462)، التي تحتوي على نصوص آبائية يونانية، تأتي من الرها.
- تاريخ الرهاوي المجهول.

فيما يلي بعض الأفراد المشهورين المرتبطين بمدينة الرها:
1. يعقوب البرادعي، وهو ميافيزي عملَ على الحفاظ على الكنيسة (المشرقية) الأرثوذكسية بعد تعرضها للضطهاد إثر النزاع بين الخلقيدونيين واليعاقبة.
2. يعقوب الرهاوي، أسقف الرها، وكاتب مهم (توفي 708).
3. ثيوفيلوس، وهو فلكي ماروني، ترجم إلى السريانية ملحمتي الفينيقي هوميروس وهُما (الإلياذة والأوديسة).
4. ستيفن بار سودهيل[الإنجليزية]، كاتب ومفكر ازدهر في نهاية القرن السادس، ثم انتقل من الرها إلى فلسطين ليصبح راهبًا.
5. المؤلف المجهول لـ حوليات إديسا (تاريخ الرها) الذي تم تجميعه في 540.
6. الكاتب المجهول لقصة «رجل الله»، في القرن الخامس، والتي أدت إلى ظهور أسطورة القديس ألكسيوس، المعروف أيضًا باسم ألكسوس من روما[الإنجليزية] (لأن الرهبان الشرقيين المنفيين جلبوا رفاته وآثاره إلى روما في القرن العاشر).
7. باسل بار شومنا[الإنجليزية] (توفي حوالي 1170) أسقف الرها الذي كتب مؤلفات بالسريانية عن تاريخ المدينة (ضائعة الآن).